# White Panther Party
De White Panther Party was een Amerikaans links-radicaal, antiracistisch politiek collectief. Het werd opgericht in Ann Arbor, Michigan in 1968 door Lawrence Plamondon, Leni Sinclair, en John Sinclair.
De oprichting van het collectief was een reactie op een interview met Huey P. Newton, medeoprichter van de Black Panther Party, waarin gevraagd werd wat blanke mensen kunnen doen ter ondersteuning van de Black Panthers. Newton’s antwoord was namelijk: “Laat ze een ‘White Panther Party’ oprichten”. De groep nam deze naam over en richtte zich geheel op de culturele revolutie van de jaren 60. John Sinclair heeft zich altijd ingezet opdat de White Panthers niet verward zouden worden met racistische groeperingen. Op zulke claims antwoordde hij steevast “juist het omgekeerde”.  De groep, die qua organisatie de Black Panther Party als voorbeeld nam, werkte samen met allerlei minderhedenorganisaties. De groep werd in 1972 opgeheven.